# Pseudolulismo alquímico
El estudio de las obras auténticas de Ramon Llull dejó bien fijada desde el siglo XIX la naturaleza pseudoepigráfica de todo el corpus alquímico, que en total superan las cien obras. Se pensaba que era una falsificación de finales del siglo XIV y principios del XV, con adiciones posteriores. 
A finales del siglo XX, la profesora Michela Pereira reveló una matriz textual previa, fechada en torno a 1332, que no tiene una intención pseudoepigráfica en su génesis. Se trata de una producción original de un personaje desconocido, al que Pereira llama magister Testamenti en referencia a su tratado más emblemático. A este núcleo primordial se habrían añadido otros escritos con el paso del tiempo. 
Su aportación cambió completamente la forma de encarar ese grupo germinal de tratados, ya que por primera vez se revelaba con datos concretos que no se estaba ante falsificaciones conscientes, sino ante obras originales, que transmitían las ideas, la personalidad y los datos biográficos de un alquimista real. Tras recopilar información sobre este personaje en función de aquello que se cuenta, tanto en su Testamentum como en los otros escritos que cita como propios, se le ha identificado con un hombre llamado Raymundus de Terminis (cat. Ramon de Térmens). Sería un mallorquín que desempeñaba el oficio de eques o miles, formado como magister in artibus o in legibus. Este tipo de personas solían ocupar puestos administrativos, de jurisdicción mercantil, diplomáticos o de orden público. También tenía conocimientos de medicina, sobre todo vinculados a la cirugía, con una formación montpellerina. Está documentada su actividad en la isla de Corfú y en ciudades albanesas. Ejerció de bailío en Berat y Vlorë, o en operaciones comerciales para Roberto I de Nápoles y Felipe I de Tarento en los mares Adriático y Jónico. 
Las funciones representativas para Felipe también justificarían su presencia en la isla de Gran Bretaña a principios de la década de los 30. Sabemos que Felipe envió allí una embajada para acordar un compromiso de boda por poderes en 1331 entre su hija, la niña Margarita de Tarento (1325-1380) y Eduardo de Balliol (c.1283-1367), aspirante al trono de Escocia con la ayuda de Eduardo III de Inglaterra (1327-1377) . Esta misión diplomática también explicaría la presencia de Ramón en la iglesia y hospital de St. Katharine by the Tower, donde se firma el Testamentum alquímico en 1332. Este lugar era administrado justo desde 1331 por el Lord Great Chamberlain John de Vere (1312-1360), quien también intervenía junto a Eduardo III en la organización de la campaña escocesa a favor de Eduardo de Balliol.
Sus obras originales serían tentativamente el Testamentum, Vademecum (=Codicillus); Liber lapidarii (=Lapidarius abbreviatus); Liber de intentione alchimistarum; Scientia de sensibilibus (=Ars intellectiva; Ars magica); Tractatu de aquis medicinalius (=De secretis naturae primeras versiones); De lapide maiori (=Apertorium); Questionario; Liber experimentorum y una versión primitiva del Compendium animae transmutationis metallorum (=Compendium super lapidum; Lapidarium). Se fecha su redacción en los años 30 del siglo XIV. 
Gracias al Liber experimentorum (1330) se ha podido determinar su actividad en los años 20 y su estancia en Inglaterra durante la Guerra de San Sardos (ca.1323-1325). Su desempeño en alquimia era en esa época eminentemente experimental, pero desde 1329 se habría preocupado mucho por organizar una teoría que diese sustento a su práctica. Para intentarlo recurre a textos alquímicos con importante carga teórica, como la Summa perfectionis; obras de filosofía natural, sobre todo de Roger Bacon y Alberto Magno; y a los árboles de la ciencia de Ramon Llull. Los desarrollos argumentales basados en esta última fuente harían características sus obras. Unidos a su nombre, Raymundus, y a su origen mallorquín, generaron las condiciones adecuadas para prender unas décadas después la llama de la confusión pseudoepigráfica.
Otra característica significativa es que este hombre revisaba sus textos, elaborando versiones diferentes en al menos tres idiomas: catalán, latín y anglonormando. Unas veces son adaptaciones para las diferentes cortes por las que se movía. Otras veces opta por hacer expansiones, recensiones, epítomes o glosas. Se aprecia muy bien en obras pequeñas, como el Ars intellectiva, pero sobre todo en tratados más extensos como el Testamentum y el Liber de secretis naturae.
Su corpus original habría quedado disperso en dos áreas fundamentales: 1.ª) territorios de dominio inglés en la primera mitad del siglo XIV; y 2.ª) el Mediterráneo, fundamentalmente en el mar Adriático y sus conexiones con los reinos de Nápoles y Sicilia.
Treinta o cuarenta años después, hacia 1360-1380, el primer núcleo pseudoluliano se identifica en Valencia, en torno al grupo de terapeutas que rodea la figura de Berenguer Fluvià. El De secretis naturae sería el texto más importante en este proceso, y en menor medida el Compendium animae, el Testamentum y el Codicillo. 
Décadas después todos estos tratados habrían vuelto a circular, ya con una atribución pseudoepigráfica, en el sur de Italia y el mar Adriático, donde aparecerán los primeros comentaristas convencidos de estar leyendo a un Llull alquimista en torno al año 1400, como Petrus Voleacius de Ragusa (s.e. Dubrovnik), el Graecus Philosophus Guido de Montanor y el monje Ferrarius. Precisamente en el mar Adriático, donde la biografía del auténtico Llull era menos conocida, se mezclaron los textos. La atribución luliana se unió a los colofones originales, sin importar que sus fechas implicasen anacronismos e incoherencias históricas al ser aplicados a Llull. Así escriben Guillaume Fabri de Dya y Cristoforo da Perugia las primeras leyendas entre 1430 y 1475. A partir de aquí, los elementos posteriores son ampliaciones más o menos complejas.
Al mismo tiempo, ya con un movimiento incipiente en el Mediterráneo, los tratados llegarán a Inglaterra a mediados del siglo XV, donde motivarán la búsqueda y reinterpretación de los que dejó allí el propio magister Testamenti un siglo antes, tanto en latín como en anglonormando.

## La leyenda de Llull alquimista
La leyenda de Ramon Llull alquimista, tal y como ha llegado hasta nuestros días, nos dice que fue iniciado en esa práctica por el célebre médico Arnau de Vilanova (1238-1311). El rey inglés Eduardo III le invitó a Inglaterra, donde el mallorquín habría tenido la cortesía de fabricar oro y estampar unas monedas llamadas Nobile Raymundi o Rose nobles. Comprobada su destreza, el monarca le propuso financiar una cruzada contra los musulmanes. Llull accedió. Sin embargo, Eduardo utilizó estos recursos alquímicos para atacar al rey de Francia y encarceló al filósofo en la Torre de Londres. Le obligó a seguir transmutando metales, aunque finalmente consiguió escapar. 
Este formato narrativo es bastante tardío y queda establecido a mediados del siglo XVI, tal y como ha mostrado Michela Pereira. Se consolida y populariza en el Symbola aureae mensae duodecim nationum (1617) y el Tripus aureus (1618) de Michael Maier (1568-1622). Se recoge con un buen número de detalles adicionales en el De Ortu et Progressu Chemiae Dissertatio (1668) y el Conspectus Scriptorum Chemicorum Celebriorum (1696) de Ole Borch (1626-1690).
Según ha revelado Pereira, la versión más elaborada es una Historia quando Raymundus Lullus, Maioricanus Comes, scientiam transmutationis didicerit, et quando ac qua de causa traiecerit in Angliam ad Regem Rupertum, conservada en dos manuscritos del siglo XVII. Su relato es el resultado de varias etapas previas, donde la historia muta de una forma sorprendente. 
Otro avance en esta línea es la narración de Johannes Cremeri, supuesto abad de Westminster en tiempos de Llull, que aparece recogida en el Tripus aureus (1618) de Michael Maier (1568-1622). No hay constatación de esta obra, ni en citas, ni en fuentes manuscritas, antes del siglo XVII. Por supuesto, nadie conoce a Cremeri en documentos de los siglos XIV o XV y, de hecho, no existió ningún abad con ese nombre en la listas de Westminster. También presenta a un rey Eduardo III que recibe a Llull a pesar de reinar una década después de su muerte; y describe un viaje a Inglaterra que no figura en ninguna de las obras lulianas auténticas. Su redacción es una evidente invención moderna confeccionada según la fantasía ya establecida en su tiempo.